# Pasta krewetkowa

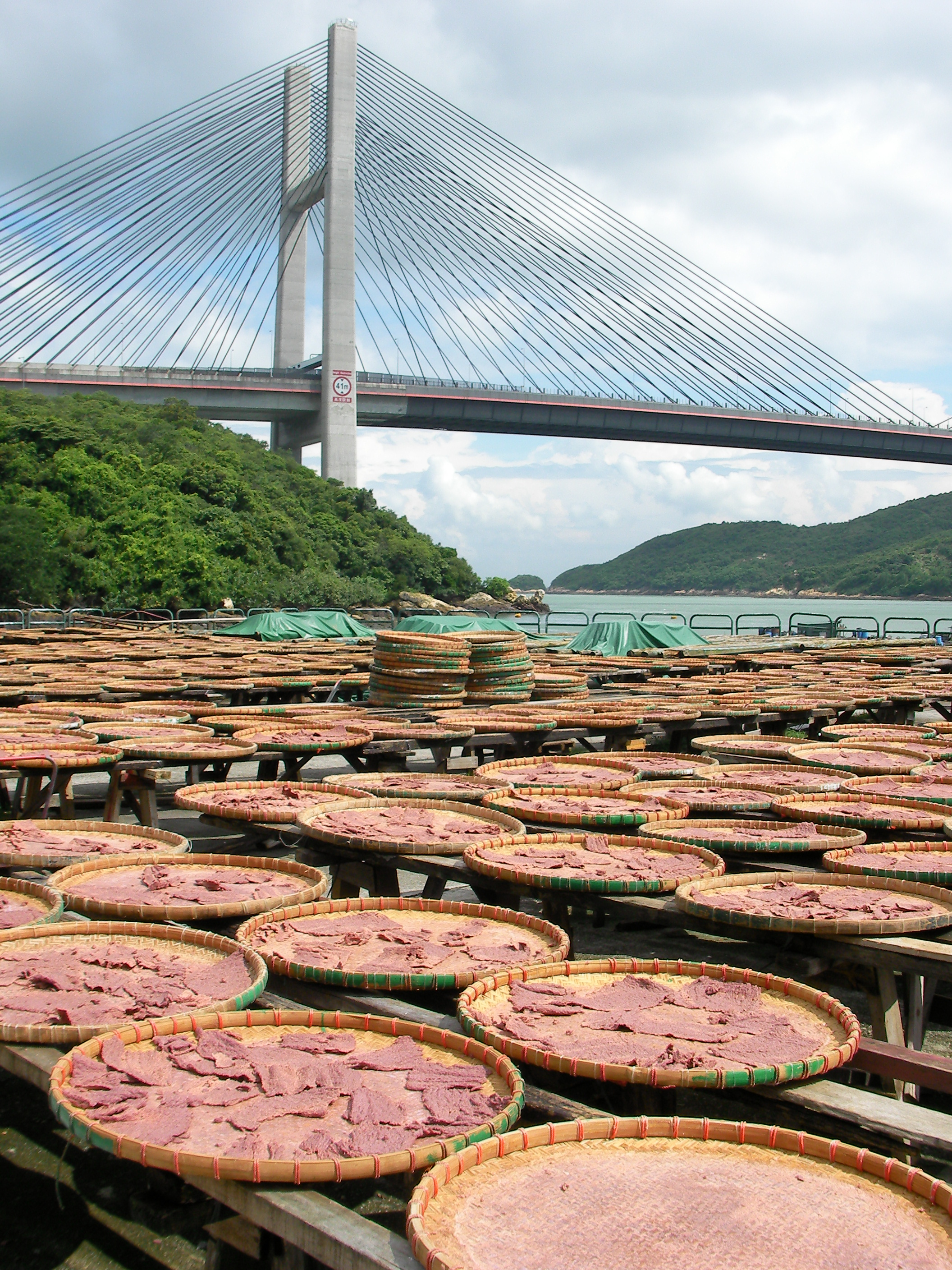
Pasta krewetkowa suszona na słońcu w Hongkongu

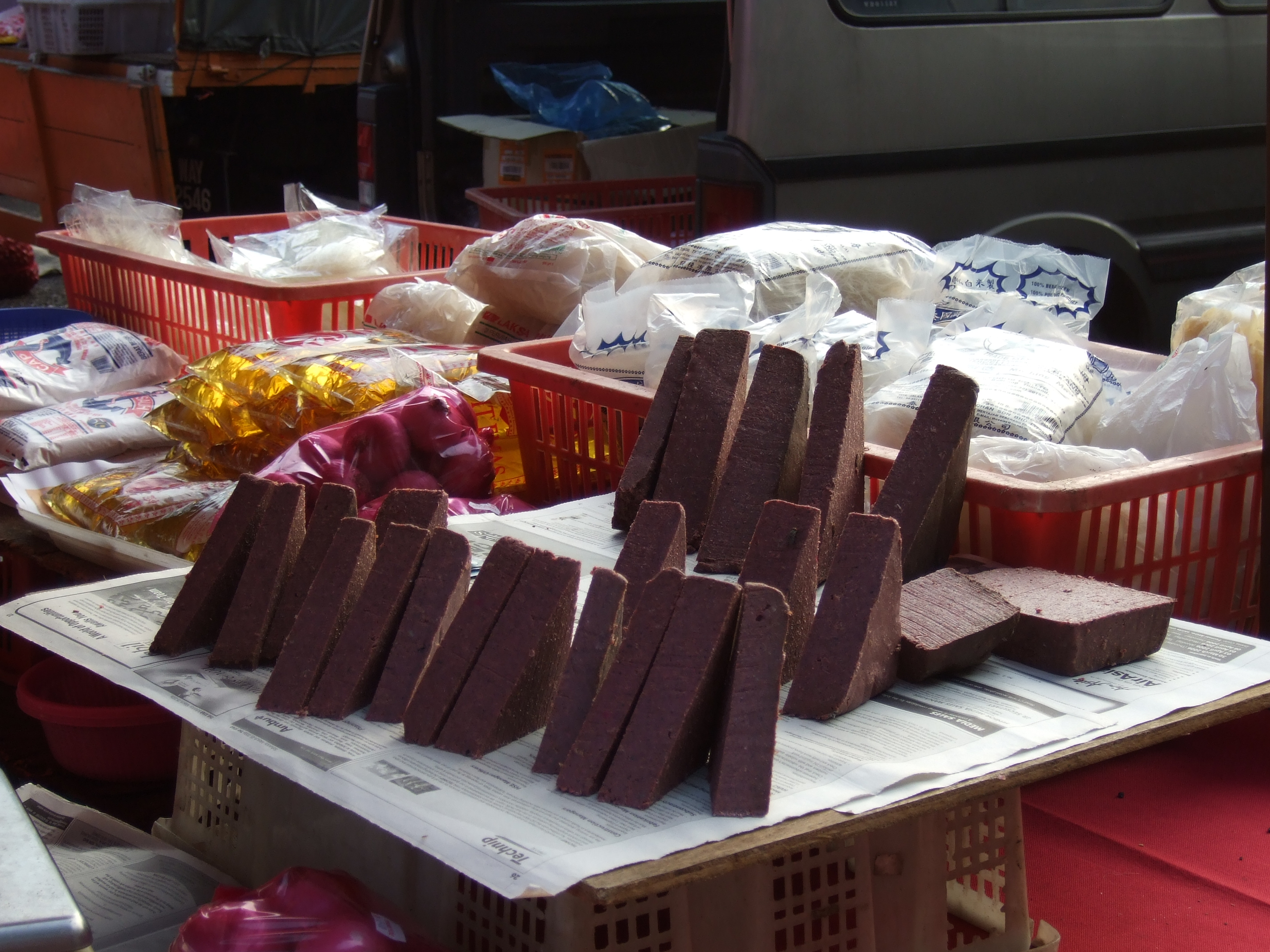
Bloki ciemnej pasty krewetkowej

Pasta krewetkowa (taj. กะปิ kapi, malajski: belacan, indonez. terasi, hokkien: hae ho) – popularny składnik kuchni krajów Azji Południowo-Wschodniej. 

## Charakterystyka
Pastę krewetkową sporządza się ze sfermentowanych mielonych krewetek, suszonych na słońcu. Może przybierać różne formy: od bladego płynnego sosu (Hongkong i Wietnam) do twardych bloków w kolorze czekoladowym (Tajlandia). Malajsko-indonezyjska odmiana produkowana jest nie z krewetek, lecz z kryla.